# Морихиро Хосокава
Морихиро Хосокава (на японски: 細川護熙, по английската система на Хепбърн: Hosokawa Morihiro) е японски политик и журналист, министър-председател на Япония в периода от 9 август 1993 до 28 април 1994 година.

## Биография

#### Ранен живот и образование
Морихиро Хосокав е роден на 14 януари 1938 година в град Токио, Япония. Негов дядо по майчина линия е Фумимаро Коное, избран два пъти за министър-председател на Япония. Хосокава завършва частния японски Университет „София“. През 1963 година започва работа като журналист в японския вестник „Асахи Шимбун“. В годините, след приключване на политическата му кариера се заминава с грънчарство. Женен е за Кайоко Хосокава.

#### Политическа кариера
Започва политическата си кариера като член на Либерално-демократическата партия (ЛДП). Дванайдесет години е депутат в Горната камара на парламента. През 1983 година е избран за губернатор на префектура Кумамото.
През 1992 година напуска Либерално-демократическата партия, недоволен от нейната политика. Същата година основава собствена партия, наречена Японска нова партия (ЯНП), която ръководи до нейното разпускане през 1994 година. Като неин лидер той се обявява срещу еднопартийното управление на държавата, подкрепя довеждането на повече жени в политиката, борба срещу корупцията и амбицията да предложи подходяща алтернатива на тогавашните партии в опозиция. През 1993 година става министър-председател в коалиционно правителство от осем партии, спирайки по този начин 38-годишно управление без прекъсване на Либерално-демократическата партия. Мандатът му продължава по-малко от година. През 1994 година, когато губи позицията си на министър-председател, разпуска своята партия и се присъединява към „Нова гранична партия“ (НГП), която съществува от 1994 до 1997 година.
През 1998 година се оттегля от политиката.